# Никомед IV Филопатор
Никоме́д IV Филопа́тр (др.-греч. Νικομήδης) (умер осенью 74 года до н. э.) — царь Вифинии, правивший государством в 94 — 74 гг. до н. э.

## Начало правления
Никомед Филопатр был сыном Никомеда III и Нисы (или Аристоники). Царствование этого последнего вифинского царя было трудным и бурным. От отца он унаследовал вражду со своим могущественным соседом — понтийским царем Митридатом VI. В первые годы царствования Никомеда, Митридат восстановил против него его брата Сократа, которому оказал помощь войсками. Сократ смог завладеть властью над Вифинией, но римляне потребовали возвратить престол Никомеду. Это произошло в 89 до н. э.

## Война с Понтом
Некоторое время спустя, римляне опасаясь возросшего могущества Понтийского царства, стали подталкивать Никомеда к войне с Митридатом. Никомед вторгся в понтийские области и опустошил их до города Амастриды. Это послужило поводом для Первой Митридатовой войны. Она началась с битвы у реки Амейона, куда Никомед привел на помощь римским отрядам 56-тысячное войско. В начале вифинцы стали теснить понтийцев, но потом против них были брошены серпоносные колесницы, которые нанесли нападающим большой урон. От этого солдаты Никомеда пришли в замешательство, а затем, атакованные вновь, обратились в бегство. Большая часть вифинцев была перебита, сам Никомед с оставшимися в живых бежал в Пафлагонию. Митридат захватил огромное число пленных, но потом всех их отпустил по домам, снабдив на дорогу деньгами. Этим он заслужил себе славу милосердного.
Поскольку и римляне не смогли сдержать Митридата, то он в короткий срок занял всё царство Никомеда. Потеряв своё государство, Никомед долго скитался по чужим землям. Наконец, он добрался до Рима и получил помощь от сената. В 84 году до н. э. римский военачальник Сулла смог разгромить Митридата, и вернул Вифинию Никомеду.
В 80 году до н. э. Юлий Цезарь был римским послом при дворе Никомеда. Врагами Цезаря распространялись слухи о гомосексуальных отношениях между ним и Никомедом; они прозвали его «вифинской царицей» и «царской подстилкой», была сочинена солдатская песня на эту тему. Сам Цезарь отрицал обвинения.
Царь не забыл услуг римлян и, умирая бездетным, завещал все свои владения Риму. Таким образом, в 74 году до н. э. Вифиния была присоединена к Римскому государству.